# پرویز رجبی
پرویز رجبی (۲۷ اردیبهشت ۱۳۱۸ تا ۲۱ بهمن ۱۳۹۰) تاریخ‌دان، ایران‌شناس، مترجم، نویسنده و منتقدِ اجتماعی ایرانی بود.

## زندگی
در ۲۸ اردیبهشت ۱۳۱۸ در روستای امامقلی، ۳۸ کیلومتری قوچان زاده شد. کودکی را در زادگاه پدرش در روستای آق‌کند، بین میانه و زنجان سپری کرد و در همان‌جا به مدرسهٔ ابتدایی رفت.

### پیش از انقلاب اسلامی
پدرش از فعالان فرقه دمکرات بود. پس از سقوطِ حکومتِ پیشه‌وری پدرش به شوروی گریخت و او همراه مادر به قوچان رفت و در حالی تحصیل در کلاس اول ابتدایی را ادامه داد که فارسی کمی می‌دانست و در مدرسهٔ پیشین تنها زبان ترکی آذربایجانی را تدریس کرده‌بودند. در مشهد دیپلم گرفت و به استخدام ادارهٔ فرهنگ قوچان (آموزش و پرورش کنونی) درآمد و آموزگاری را پیشه کرد. در سال ۱۳۳۸ به تهران آمد و در بانک صادرات استخدام شد و تا ۱۳۴۲ در آن بانک کار می‌کرد.
در سال ۱۳۴۲ با کمک قاضی خیرخواهی در دادگستری قوچان برای ادامهٔ تحصیل به آلمان رفت. در سال ۱۳۴۹ وقتی از آلمان بازگشت دارای دو دختر به نام‌های کتایون و بیتا بود و از دانشگاه گوتینگن آلمان مدرکِ دکترا گرفته بود. در بازگشت، نخست به استخدام دانشگاه اصفهان درآمد و بعد توسطِ ساواک اخراج شد. پس از اخراج از وزارت علوم و آموزش عالی در سال ۱۳۵۳ سرانجام مرکز تحقیقات ایران‌شناسی را تأسیس کرد.

### پس از انقلاب اسلامی
پس از انقلاب ۱۳۵۷ ایران، مرکز تحقیقات ایران‌شناسی تعطیل شد و اجازهٔ بازگشت به دانشگاه را نیز به وی ندادند. در آن زمان همسرش لیلی هوشمند افشار به همراه او مهد کودک لیلی (که در آن زمان بزرگترین مهد کودک ایران بود) را تأسیس کردند. کار اداره و گاه رانندگیِ یکی از سرویس‌های این مهد کودک به مدت ده سال تنها شغلی بود که او داشت.
در ۱۳۶۷ مجدداً به آلمان رفت و به مدتِ ۶ سال به پژوهش و تدریس در دانشگاه ماربورگ و گوتینگن مشغول بود. در ۱۳۶۹ دیوان عدالت اداری رأی به محکومیتِ دانشگاه در اخراج وی داد ولی این رأی توسط دانشگاه نادیده گرفت شد. سرانجام در ۱۳۷۳ به ایران بازگشت و ریاستِ بخشِ ایران‌شناسی دایرةالعمارف بزرگ اسلامی را به عهده گرفت.

### سال‌های پایانی عمر
در سال ۱۳۷۹ بر اثر سکته مغزی و فلج شدن نیمی از بدن خانه‌نشین شد ولی پژوهش و ترجمه را ادامه داد. پرویز رجبی در پاییز و زمستان ۱۳۸۹ یک دورهٔ سختِ بیماری و شیمی‌درمانی را تحمل کرد و سرانجام، در ساعتِ ۲۲:۱۵ دقیقهٔ روز جمعه ۲۱ بهمن ۱۳۹۰ در خانهٔ خواهر کوچکترش که پس از مرخصی از بیمارستان برای مراقبت به آنجا منتقل شده بود درگذشت.

## دستگیری پسر
سام رجبی پسر وی است که در سال ۱۳۹۶ در جریان بازداشت فعالان محیط زیست در ایران، زندانی شد.

### نوشته‌ها
از آثار تألیفی او در زمینه تاریخ و ایران‌شناسی می‌توان به مجموعه‌های تاریخی زیر اشاره کرد:
- کریم خان زند و زمان او، ۱۳۵۲، ۱۳۵۴، ۱۳۵۶، ۱۳۷۵
- معماری ایران در عصر پهلوی، ۱۳۵۶
- جندق و ترود دو بندر فراموش شده کویر بزرگ نمک، ۱۳۵۳، ۱۳۵۶، ۱۳۸۴
- جشن‌های ایرانی، ۱۳۵۸، ۱۳۷۵، ۱۳۸۵
- تاریخ خط میخی فارسی باستان، ۱۳۵۹
- مهر ایران، ۱۳۷۷
- تخت جمشید بارگاه تاریخ، ۱۳۷۷
- ارج نامه شهریاری، ۱۳۸۰
- ایران‌شناسی، فرازها و فرودها، ۱۳۸۱
- هزاره‌های گمشده: اهورامزدا، زرتشت، اوستا، جلد ۱، ۱۳۸۰، ۱۳۸۳
- هزاره‌های گمشده: هخامنشیان به روایت، جلد ۲، ۱۳۸۰، ۱۳۸۳
- هزاره‌های گمشده: از خشایارشا تا فروپاشی هخامنشیان، جلد ۳، ۱۳۸۰، ۱۳۸۳
- هزاره‌های گمشده: اشکانیان، جلد ۴، ۱۳۸۱، ۱۳۸۳
- هزاره‌های گمشده: ساسانیان، جلد ۵، ۱۳۸۲، ۱۳۸۳
- ترازوی هزارکفه، ۱۳۸۳
- شما در این خانه حقی ندارید، ۱۳۸۳
- ایران، ۱۳۸۴
- سده‌های گمشده، مجلد ۱، از فتح ایران به دست اعراب تا برآمدن صفاریان (۱۳۸۵)
- سده‌های گمشده، مجلد ۲، صفاریان، سامانیان، غزنویان، غوریان (۱۳۸۵)
- سده‌های گمشده، مجلد ۳، علویان، دیلمیان، آل زیار و آل بویه (۱۳۸۵)
- سده‌های گمشده، مجلد ۴، سلجوقیان (۱۳۸۷)
- سده‌های گمشده، مجلد ۵، اتابکان، له‌له شاهان، خوارزمشاهیان(۱۳۸۹)
- سده‌های گمشده، مجلد ۶، مغولها و ایلخانان در ایران(۱۳۹۰)
- فرمایش‌های شاهان، آماده چاپ در سال ۱۳۸۵
- سفرنامه اونور آب، ۱۳۸۴–۱۳۸۵
- خوشا شیراز…، زیر چاپ، ۱۳۸۵
- کاشان، نگین انگشتری تاریخ ایران (۱۳۹۰)
- تاریخ ایران در دوره ایلامی، مادی و هخامنشی (کتاب درسی دانشگاه پیام نور) ۱۳۸۴
- تاریخ ایران در دوره سلوکیان و اشکانیان (کتاب درسی دانشگاه پیم نور) ۱۳۸۴

### ترجمه
ده‌ها جلد کتاب در مورد تاریخ ایران و ایران‌شناسی را به زبان فارسی ترجمه کرده‌است.
| سال              | نام کتاب                | نویسنده       |
| ---------------- | ----------------------- | ------------- |
| ۱۳۵۴             | کویرهای ایران           | سون هدین      |
| ۱۳۵۴ ۱۳۸۱        | مارکوپولو در ایران      | آلفونس گابریل |
| ۱۳۵۵             | سفرنامه نیبور           | کارستن نیبور  |
| ۱۳۵۵-۱۳۸۵        | ماه عسل ایرانی          | ویلهم لیتن    |
| ۱۳۸۳–۱۳۷۵        | از زبان داریوش (ده چاپ) | هایدماری کخ   |
| ۱۳۸۵             | یافته‌های نو             | والتر هینتس   |
| ۱۳۸۵             | داریوش و ایرانیان جلد ۱ | والتر هینتس   |
| ۱۳۸۵             | داریوش و ایرانیان جلد ۲ | والتر هینتس   |
| ۱۳۸۰ (آماده چاپ) | نامنامه ایران باستان    |               |
| ۱۳۸۸             | شهریاری ایلام           | والتر هینتس،  |
|                  | هنر جهان اسلام          | ارنست گروبه   |
| ۱۳۹۲             | سفرنامه والتر هینتس     | والتر هینتس   |

### داستان
- شهرما (مجموعه قصه)، ۱۳۵۲، ۱۳۸۴
- ماهی قرمز حوض همسایه (مجموعه قصه)، ۱۳۵۷
- دشنه و سیب گمشده (رمان)، ۱۳۷۹
- لاهوت (رمان)، ۱۳۸۴
- سیمرغ (رمان)، ۱۳۸۵
- گزیده سروده‌های دکتر پرویز رجبی نیز با نام «دیوار نوشت‌ها» به کوشش محمد صادقی و توسط نشر پایان در بهار ۱۳۹۰ منتشر شده‌است